# Lista episoadelor din Nu-i vina mea!
Următoarea este o listă a episoadelor a serialului Nu-i vina mea!, difuzat pe Disney Channel.

## Tabel premiere
| Sezon | Sezon | Episoade | Difuzare originală | Difuzare originală | Difuzare în România | Difuzare în România | Difuzare în România |
| Sezon | Sezon | Episoade | Premieră sezon     | Final sezon        | Premieră sezon      | Final sezon         |                     |
| ----- | ----- | -------- | ------------------ | ------------------ | ------------------- | ------------------- | ------------------- |
|       | 1     | 20       | 17 ianuarie 2014   | 7 decembrie 2014   | 21 iunie 2014       | 21 februarie 2015   |                     |
|       | 2     | 19       | 15 februarie 2015  | 16 octombrie 2015  | 14 iunie 2015       | 16 ianuarie 2016    |                     |

## Episoade

### Sezonul 1 (2014)
| #                                         | Titlu                                                                             | Regizat de     | Scris de                               | Premieră originală | Premieră în România | Cod |
| ----------------------------------------- | --------------------------------------------------------------------------------- | -------------- | -------------------------------------- | ------------------ | ------------------- | --- |
| 1                                         | „Episod Pilot” „Pilot”                                                            | Bruce Leddy    | Tod Himmel Josh Silverstein            | 17 ianuarie 2014   | 21 iunie 2014       | 101 |
| 2                                         | „Pastele înflăcărate ale Pompierului Freddy” „Fireman Freddy's Spaghetti Station” | Bruce Leddy    | Tod Himmel                             | 26 ianuarie 2014   | 21 iunie 2014       | 104 |
| 3                                         | „Un nou prieten” „The New Guy”                                                    | Bruce Leddy    | Rob Lotterstein                        | 9 februarie 2014   | 28 iunie 2014       | 103 |
| 4                                         | „Dragă eu în viitor” „Dear High School Self”                                      | Bruce Leddy    | Judd Pillot                            | 16 februarie 2014  | 5 iulie 2014        | 102 |
| 5                                         | „If It Tastes Like a Brussels Sprout” „If It Tastes Like a Brussels Sprout”       | Bruce Leddy    | Alessia Costantini                     | 9 martie 2014      | 19 iulie 2014       | 106 |
| 6                                         | „Lindy-delicios” „Lindy-licious”                                                  | Bruce Leddy    | Sarah Jane Cunningham Suzie V. Freeman | 16 martie 2014     | 12 iulie 2014       | 105 |
| 7                                         | „Probleme cu zăpada” „Snow Problem”                                               | Bruce Leddy    | Rob Lotterstein                        | 6 aprilie 2014     | 17 august 2014      | 107 |
| 8                                         | „Dans la termen” „Dance Fever”                                                    | Bruce Leddy    | Todd Himmel                            | 13 aprilie 2014    | 26 iulie 2014       | 111 |
| Invitat special: Peyton List ca Sherri    |                                                                                   |                |                                        |                    |                     |     |
| 9                                         | „Now Museum, Now You Don't” „Now Museum, Now You Don't”                           | Bruce Leddy    | Sarah Jane Cunningham Suzie V. Freeman | 4 mai 2014         | 14 septembrie 2014  | 108 |
| 10                                        | „Câinele de la casa albă” „In the Doghouse With the White House”                  | Joel Zwick     | Rob Lotterstein                        | 22 iunie 2014      | 21 septembrie 2014  | 115 |
| 11                                        | „Concursul telefoanelor” „Phone Challenge”                                        | Bruce Leddy    | Josh Silverstein                       | 29 iunie 2014      | 28 septembrie 2014  | 109 |
| 12                                        | „Concursul gemenilor” „Twin It to Win It”                                         | Bruce Leddy    | Josh Silverstein                       | 13 iulie 2014      | 17 noiembrie 2014   | 110 |
| 13                                        | „Băieții Pământeni sunt ciudați” „Earth Boys Are Icky”                            | Lynn McCracken | Josh Silverstein                       | 27 iulie 2014      | 21 noiembrie 2014   | 119 |
| 14                                        | „Cel mai bun nas al lui Lindy” „Lindy Nose Best”                                  | Bruce Leddy    | Judd Pillot                            | 10 august 2014     | 18 noiembrie 2014   | 112 |
| 15                                        | „Minge sau nimic” „Ball or Nothing”                                               | Joel Zwick     | Tod Himmel                             | 24 august 2014     | 19 noiembrie 2014   | 118 |
| Invitat special: Dick Butkus ca el însuși |                                                                                   |                |                                        |                    |                     |     |
| 16                                        | „Alergaton” „Logan's Run”                                                         | Bruce Leddy    | Sasha Stroman                          | 21 septembrie 2014 | 20 noiembrie 2014   | 113 |
| 17                                        | „Știri rele” „Bad News”                                                           | Joel Zwick     | Darin Henry                            | 28 septembrie 2014 | 7 februarie 2015    | 117 |
| 18                                        | „Înapoi la dovleac” „Next of Pumpkin”                                             | Judd Pillot    | Judd Pillot                            | 5 octombrie 2014   | 14 februarie 2015   | 120 |
| 19                                        | „Hoțul de biciclete” „Bicycle Thief”                                              | Joel Zwick     | Eddie Quintana                         | 2 noiembrie 2014   | 21 februarie 2015   | 114 |
| 20                                        | „Crăciun fără sora mea” „Merry Miss Sis”                                          | Joel Zwick     | Sarah Jane Cunningham Suzie V. Freeman | 7 decembrie 2014   | 15 decembrie 2014   | 116 |

### Sezonul 2 (2015)
| # (serial)                                                 | # (sezon) | Titlu                                                                                                 | Regizat de          | Scris de                           | Premieră originală | Premieră în România | Cod |
| ---------------------------------------------------------- | --------- | --- | ------------------- | ---------------------------------- | ------------------ | ------------------- | --- |
| 21                                                         | 1         | „Petrecerea în pijamale” „Slumber Partay!”                                                            | Jody Margolin Hahn  | Phil Baker                         | 15 februarie 2015  | 20 iunie 2015       | 201 |
| 22                                                         | 2         | „The Not-So-Secret Lives of Mosquitoes & Muskrats” „The Not-So-Secret Lives of Mosquitoes & Muskrats” | Jody Margolin Hahn  | Tom Palmer                         | 1 martie 2015      | 21 iunie 2015       | 202 |
| 23                                                         | 3         | „Lindy se plimbă cu câinii” „Lindy Goes to the Dogs”                                                  | Bob Koherr          | Jeannette Collins                  | 8 martie 2015      | 22 iunie 2015       | 203 |
| 24                                                         | 4         | „Lindy & Logan obțin un psiholog” „Lindy & Logan Get Psyched”                                         | Bob Koherr          | Erika Kaestle Patrick McCarthy     | 15 martie 2015     | 23 iunie 2015       | 204 |
| 25                                                         | 5         | „Întâlnirea cu câinii după-amiază” „Dog Date Afternoon”                                               | Bob Koherr          | Tom Palmer                         | 22 martie 2015     | 24 iunie 2015       | 206 |
| 26                                                         | 6         | „Logan află!” „Logan Finds Out!”                                                                      | Bob Koherr          | Jim Gerkin                         | 29 martie 2015     | 25 iunie 2015       | 205 |
| 27                                                         | 7         | „Lupta de mâncare” „Food Fight”                                                                       | Jody Margonlin Hahn | Michael Fitzpatrick                | 8 aprilie 2015     | 26 iunie 2015       | 208 |
| 28                                                         | 8         | „Stevie o place pe Lindy” „Stevie Likes Lindy”                                                        | Bob Koherr          | Phil Baker                         | 19 aprilie 2015    | 27 iunie 2015       | 207 |
| Invitat special: Corey Fogelmanis ca Stevie Moops          |           | |                     |                                    |                    |                     |     |
| 29                                                         | 9         | „Cine se încadrează pentru ... Care?” „Falling For...Who?”                                            | Jody Margolin Hahn  | Erika Kaestle și Patrick McCarthy  | 31 mai 2015        | 28 iunie 2015       | 209 |
| 30                                                         | 10        | „Ziua de naștere a lui Lindy și Logan” „Lindy and Logan's Brrrrthday!”                                | Erika Kaestle       | Jim Gerkin                         | 7 iunie 2015       | 18 iulie 2015       | 210 |
| 31                                                         | 11        | „Va sustinem,fetelor” „Cheer Up Girls”                                                                | Neal Israel         | Jeannette Collins și Mimi Friedman | 21 iunie 2015      | 21 noiembrie 2015   | 212 |
| 32                                                         | 12        | „Lindy la mijloc ” „Lindy in the Middle”                                                              | Jon Rosenbaum       | Erinne Dobson                      | 10 iulie 2015      | 28 noiembrie 2015   | 211 |
| 33                                                         | 13        | „Elementar, dragul meu Watson ” „Elementary, My Dear Watson”                                          | Jean Sagal          | Tom Palmer                         | 24 iulie 2015      | 5 decembrie 2015    | 213 |
| 34                                                         | 14        | „Lindy îl strică pe Garrett ” „Lindy Breaks Garrett”                                                  | Bob Koherr          |                                    | 7 august 2015      | 12 decembrie 2015   | 214 |
| 35                                                         | 15        | „Tatăl de căteluși” „Doggy daddy”                                                                     | Bob Koherr          | Erika Kaestle și Patrick McCarthy  | 14 august 2015     | 19 decembrie 2015   | 215 |
| 36                                                         | 16        | „Bătăile tobelor, bătăile inimii” „Drum Beats, Heart Beats”                                           |                     |                                    | 11 septembrie 2015 | 26 decembrie 2015   | 216 |
| 37                                                         | 17        | „Doctorul este înăuntru” „The Doctor Is In”                                                           |                     |                                    | 18 septembrie 2015 | 2 ianuarie 2016     | 217 |
| Invitat special: Bradley Steven Perry ca Dr. Scott Gabriel |           | |                     |                                    |                    |                     |     |
| 38                                                         | 18        | „Muscătura din club” „Bite Club”                                                                      |                     |                                    | 2 octombrie 2015   | 9 ianuarie 2016     | 218 |
| 39                                                         | 19        | „Salvatorii” „The Rescuers”                                                                           |                     |                                    | 16 octombrie 2015  | 16 ianuarie 2016    | 219 |